# Pedrococcus longipes
Pedrococcus longipes är en insektsart som beskrevs av Mamet 1942. Pedrococcus longipes ingår i släktet Pedrococcus och familjen ullsköldlöss. Inga underarter finns listade i Catalogue of Life.